# Asia Cup 1984
Der Asia Cup 1984 war die 1. Ausgabe des Cricketwettbewerbes für asiatische Nationalmannschaften, der im ODI-Format ausgetragen wird. Sieger mit zwei Siegen wurde Indien.

## Teilnehmer
Die Teilnehmer waren alle drei Nationen mit Teststatus: Indien, Pakistan und Sri Lanka.
| - Indien - Pakistan - Sri Lanka |

## Format
Die drei Mannschaften spielten gegen jedes andere Team in einer Gruppe. Der Sieger der Gruppe wurde auch Turniersieger.

## Stadion
Das folgende Stadion wurde für das Turnier vorgesehen.
| Stadion                             | Stadt   | Kapazität |
| ----------------------------------- | ------- | --------- |
| Sharjah Cricket Association Stadium | Sharjah | 27.000    |

## Ergebnisse
Tabelle
|           | Sp. | S | N | R | NR | Punkte | RR    |
| --------- | --- | - | - | - | -- | ------ | ----- |
| Indien    | 2   | 2 | 0 | 0 | 0  | 8      | 4.212 |
| Sri Lanka | 2   | 1 | 1 | 0 | 0  | 4      | 3.059 |
| Pakistan  | 2   | 0 | 2 | 0 | 0  | 0      | 3.489 |

Spiele
| 6. April Scorecard | Sharjah | Pakistan 187-9 (46)             | – | Sri Lanka 190-5 (43.3) |
|                    |         | Sri Lanka gewinnt mit 5 Wickets |   |                        |

| 8. April Scorecard | Sharjah | Sri Lanka 96 (41/50)          | – | Indien 97-0 (21.4) |
|                    |         | Indien gewinnt mit 10 Wickets |   |                    |

| 13. April Scorecard | Sharjah | Indien 188-4 (46)          | – | Pakistan 134 (39.4) |
|                     |         | Indien gewinnt mit 54 Runs |   |                     |